# Monte San Pietrangeli
Monte San Pietrangeli é uma comuna italiana da região dos Marche, província de Fermo, com cerca de 2.545 habitantes. Estende-se por uma área de 18 km², tendo uma densidade populacional de 141 hab/km². Faz fronteira com Corridonia (MC), Francavilla d'Ete, Monte San Giusto (MC), Montegiorgio, Montegranaro, Rapagnano, Torre San Patrizio.

## Demografia
| Variação demográfica do município entre 1861 e 2011                               |
|                                                                                   |
| Fonte: Istituto Nazionale di Statistica (ISTAT) - Elaboração gráfica da Wikipedia |